# Bend Sinister (álbum)
Bend Sinister es el noveno álbum de estudio de la banda británica de post-punk The Fall. Fue publicado en septiembre de 1986 a través del sello discográfico Beggars Banquet Records. La edición estadounidense del LP, con un repertorio de canciones ligeramente diferente, fue publicada por Big Time Records, con el título de The Domesday Pay-Off Triad-Plus!

## Grabación y producción
Bend Sinister fue el tercer y último álbum de otoño producido por John Leckie. Cuando comenzó la grabación, la banda no tenía baterista, ya que Karl Burns fue despedido poco antes de que comenzaran las sesiones. El exmiembro Paul Hanley intervino al principio antes de que se encontrara el reemplazo permanente Simon Wolstencroft. Sin embargo, Leckie y Mark E. Smith discutieron durante la grabación, y Smith se quejó de que “él siempre inundaba todo, ya sabes, ponía los sonidos psicodélicos encima”. Leckie, por su parte, trazó la línea ante la insistencia de Smith de que algunas canciones se masterizaran a partir de un casete de audio estándar que Smith había estado cargando y escuchando en un Walkman.
Julia Adamson, quien diseñó algunas de las sesiones de grabación de la banda, eventualmente se uniría a The Fall en 1995 como tecladista/guitarrista.

## Título
El título del álbum, un término heráldico, está tomado de la novela del mismo nombre de Vladimir Nabokov de 1947.

## Recepción de la crítica
En una reseña para AllMusic, Ned Raggett comentó: “El tercer álbum de Beggars de The Fall, Bend Sinister, fue un asunto claramente deprimido, no es que The Fall fuera alguna vez una banda brillante y feliz, por supuesto, pero tanto la música como las letras parecían un rincón más oscuro para habitar”. Tom Taylor, contribuidor de la revista Far Out, describió el álbum como “una obra maestra de la que solo una persona podría ser capaz”. Jake Cole de Spectrum Culture lo describió como “uno de los discos más divertidos de The Fall”. Al Spicer, en The Rough Guide to Rock, lo llamó “un no muy buen álbum para los estándares de The Fall”, mientras que Trouser Press lo llamó “un disco bastante sombrío y con un sonido oscuro”.

### Legado
Bend Sinister se ubicó en la posición #7 en la lista de los “álbumes del año” de 1986 de New Musical Express.

## Lista de canciones
Todas las canciones escritas y compuestas por Mark E. Smith y Brix Smith, excepto donde esta anotado. 
| Lado uno |                                                                               |          |  |
| N.º      | Título                                                                        | Duración |  |
| 1.       | «R.O.D» (M. Smith, B. Smith, Craig Scanlon, Simon Rogers, Simon Wolstencroft) | 4:36     |  |
| 2.       | «Dktr. Faustus» (M. Smith, Scanlon)                                           | 5:36     |  |
| 3.       | «Shoulder Pads 1#»                                                            | 2:56     |  |
| 4.       | «Mr Pharmacist» (Jeff Nowlen)                                                 | 2:22     |  |
| 5.       | «Gross Chapel – British Grenadiers» (M. Smith, Scanlon, Steve Hanley)         | 7:22     |  |

| Lado dos |                                                   |          |  |
| N.º      | Título                                            | Duración |  |
| 1.       | «US 80's–90's»                                    | 4:37     |  |
| 2.       | «Terry Waite Sez»                                 | 1:39     |  |
| 3.       | «Bournemouth Runner» (M. Smith, B. Smith, Hanley) | 6:06     |  |
| 4.       | «Riddler!» (M. Smith, B. Smith, Rogers)           | 6:23     |  |
| 5.       | «Shoulder Pads 2#»                                | 1:57     |  |

## Posicionamiento
| Gráfica (1986)                | Pico de posición |
| ----------------------------- | ---------------- |
| Reino Unido (UK Albums Chart) | 36               |